# Chrysodeixis chalcites
Chrysodeixis chalcites, también llamada comúnmente "polilla lagarta de la platanera", "bicho camello" o "plusia", es una especie de polilla perteneciente a la familia Noctuidae, subfamilia Plusiinae. La especie es conocida principalmente por su comportamiento como plaga de diversos cultivos de fin alimentario o recreativo en zonas distribuidas por todo el mundo.

## Descripción

### Hábitos
C. chalcites es una especie polivoltina (con varias generaciones anuales) pudiendo aparecer en cualquier época del año, (Angulo & Josué, 2022) rasgo que le  permite alcanzar altas densidades poblacionales en poco tiempo, que le dan un gran potencial como plaga.
Su rango óptimo de temperatura, tanto para el desarrollo del estadio larval, como el de la pupa y el adulto, se establece entre los 15 y los 35 grados Celsius. Por debajo de los 15 grados Celsius, los adultos no suelen reproducirse, puesto que los huevos no llegan a eclosionar. Precisamente por este motivo su distribución natural se ajusta a lugares con climas cálidos (pero no áridos) como el mediterráneo y el tropical (raramente en el temperado).[cita requerida]
Las puestas se suelen realizar en el haz de las hojas de las plantas de las que se alimentan. Así pues, la larva también buscará el nervio de las hojas para instalarse cuando entre en el estado de pupa.

### Ciclo de vida
Chrysodeixis chalcites es una especie holometábola, por tanto, presenta cuatro estadios de desarrollo bien diferenciados: huevo, larva, pupa y adulto. Suelen desarrollar de 4 a 7 generaciones de individuos por año, en cambio, en las zonas cálidas pueden llegar a ser 8 a 9 generaciones.

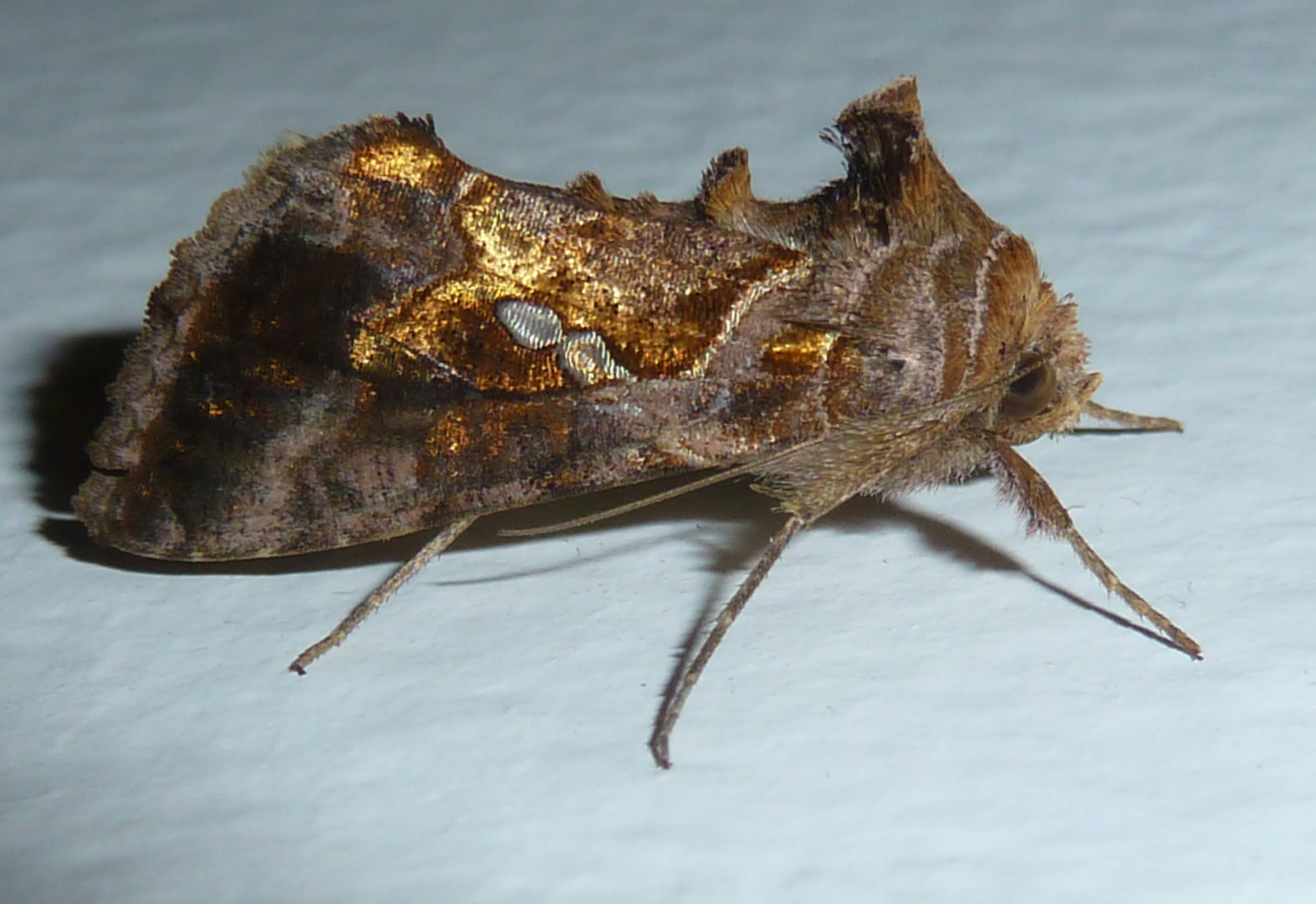
Individuo adulto

### Adulto
El adulto, o imago, presenta un color marrón pardo en las alas, revestidas con polvo dorado, que miden entre 40-45 mm de envergadura. Además, un rasgo característico de la especie es la presencia de dos manchas oblicuas de color plateado en el par de alas anterior. Las alas traseras son de color marrón claro rodeadas por una línea de color crema. La cabeza tiene una tonalidad ocre y presenta dos antenas filiformes de color pardo. El tórax está cubierto dorsalmente de escamas de color ocre-castaño. La longevidad de los adultos a 25 °C puede ser de entre 15 a 18 días, los cuales tienen hábitos crepusculares o nocturnos. Las hembras depositan los huevos en el reverso de las plantas nutricias, de forma aislada o en pequeños grupos.

### Huevo
Los huevos son de color blanquecino-verdoso, en forma de cúpula casi esférica. Presenta estrías radiales y nervaduras desde el micrópilo hasta la base. El tamaño suele ser de 0,6 mm de diámetro. La duración media en el desarrollo embrionario es de 3 a 4 días. Una vez eclosiona el huevo, las larvas se sitúan en el reverso de las hojas y se alimentan del parénquima de las plantas nutricias.

### Larva
La larva es de color verde intenso, con 2 líneas blancas laterales visibles que recorren todo el cuerpo. La cápsula cefálica es pequeña y de color verde translúcido. Presenta 3 pares de patas torácicas y 3 pares de falsas patas o protopodios. Puede medir hasta 45 mm. Las larvas tienen hasta 6 estadios larvarios (L1, L2, L3, L4, L5 y L6), bien definidos y diferenciados por el tamaño. En condiciones especiales, los estadios larvarios pueden verse modificados y aparecer más de seis fases de desarrollo (pueden ser 5 o 7). La duración de esta etapa es de 18 a 19 días, donde cada estadio larvario aproximadamente es de 2,5 a 3,5 días. Cuando las larvas alcanzan su máximo desarrollo (tamaño entre 35 a 40 mm), dejan de alimentarse para prepararse para la pupación.

### Pupa
La pupa tiene un tamaño entre 20 y 25 mm. En los primeros estadios de la metamorfosis, la crisálida es de color verde claro, que posteriormente cambia a pardo. En este estadio, Chrysodeixis chalcites forma un capullo para poder pupar. Normalmente, suelen realizar la crisálida en el reverso de las hojas, aunque también pueden encontrarse en el suelo. Esta fase puede durar entre 8 y 26 días, donde finalmente emergerá el individuo adulto.
Esta especie ha sido muy estudiada por las repercusiones económicas negativas y se ha logrado estudiar su ciclo biológico en condiciones ambientales controladas.

### Especies similares
Se puede confundir fácilmente con otras especies de la familia Noctuidae que también atacan cultivos agrícolas como: Autographa gamma (Linnaeus, 1758), Cornutiplusia circumflexa (Linnaeus, 1767) o Paradrina clavipalpis.

## Distribución

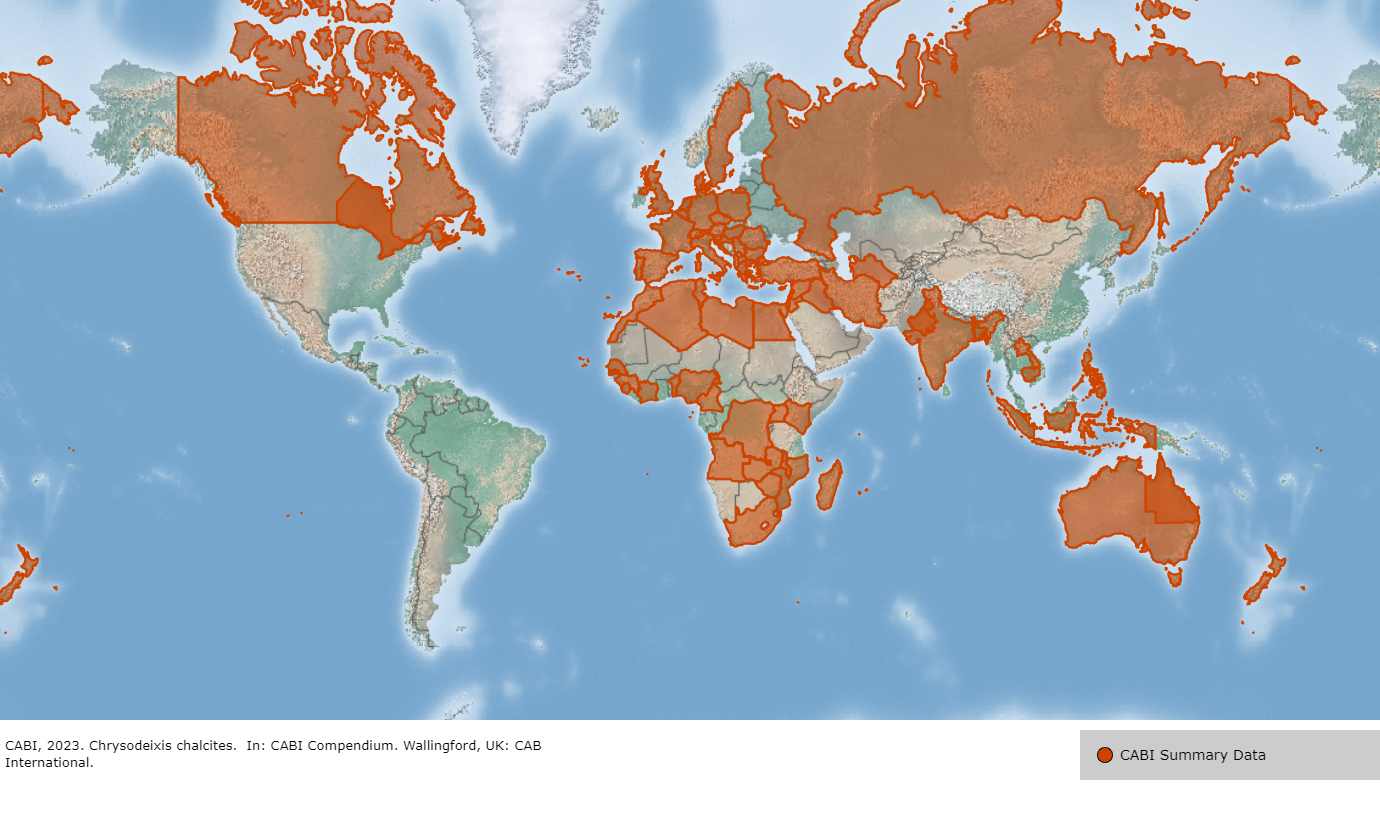
Mapa de todas las zonas en las que se ha registrado a Chrysodeixis chalcites (incluyendo zonas de las que es nativa y alóctona)

La especie C. chalcites presenta una distribución muy amplia, que se extiende por África, Europa, Asia, Oceanía y Norteamérica.

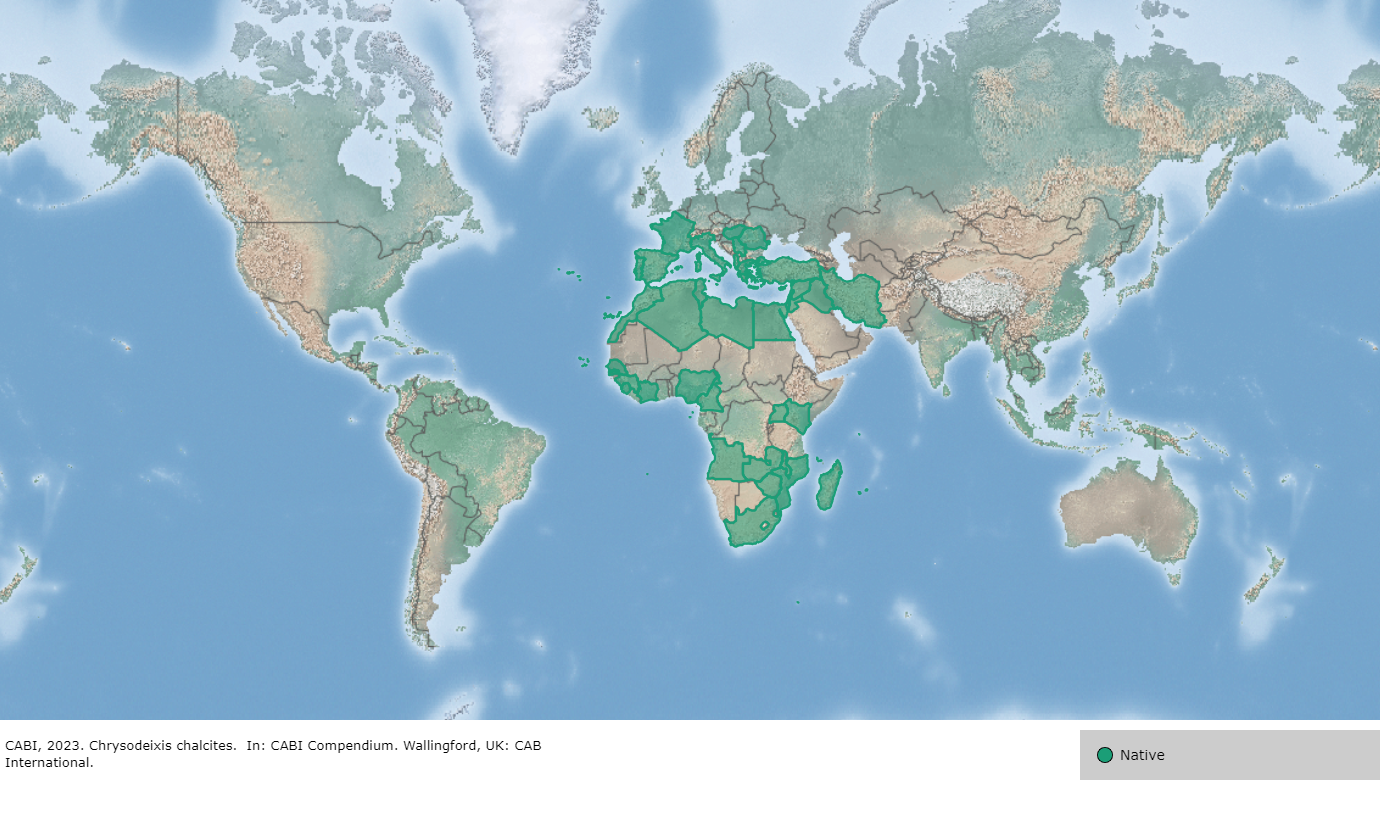
Mapa de las zonas en las que Chrysodeixis chalcites es nativa

Sin embargo, su distribución original o nativa se restringe fundamentalmente al sur de Europa, contando con toda la cuenca mediterránea (incluyendo el norte del Sahel), el norte de la península arábiga y el sur del continente Africano.
En los países externos a este área donde se ha registrado C. chalcites la especie se considera como introducida, con ciertos matices dentro de la definición dentro de este concepto:
- Canadá: En Norteamérica se considera una especie invasora desde el 2013, ejerciendo su potencial como plaga sobre los cultivos de tomate (Solanum lycopersicum) y judía verde (Phaseolus vulgaris).[7]

- Sur-este Asiático y Oceanía:  Desde finales de los años 70 se han tomado registros de la actividad de la especie en Nueva Zelanda[8] (Roberts, 1979) y el Sureste Asiático[9] (Waterhouse, 1993), pero actualmente se ha comprobado que estos avistamientos no corresponden a C. chalcites sino a una especie muy similar a nivel morfológico (Chrysodeixis. eriosoma) lo que dificultó su identificación.

- Islas Canarias: en las islas se trata de una especie nativa considerada una plaga, fundamentalmente por su predilección hacia los cultivos de plátano.[4]

- Norte y Este de Europa: Se han registrado avistamientos de adultos de forma natural en el Reino Unido y la Península escandinava,[3] pero no se conocen zonas reproductivas al aire libre de estos animales (en Bélgica y Países Bajos se crían de forma artificial).  Así pues, no se consideran una plaga potencial de estas áreas, puesto que son demasiado frías como para albergar larvas recién nacidas que se alimenten de los cultivos.[10]

La gran expansión que ha sufrido esta especie en los últimos cincuenta años se debe a su gran versatilidad alimentaria, pudiendo nutrirse (tanto en estadios adultos como larvarios) tanto de hojas como de frutos de multitud de cultivos hortícolas, frutales, ornamentales y espontáneos. Esta característica ha facilitado su transporte accidental en una gran variedad de alimentos que se exportan e importan a nivel mundial, tales como varios tipos de cereales, frutas, hortalizas y algunas flores de uso ornamental.

## Ecología

### Alimentación
C. chalcites es una especie polífaga con una gran variedad de vegetales incorporados en su dieta, de los que puede consumir tanto las hojas como los frutos. Actualmente sabemos que algunos de los cultivos más comunes a los que puede afectar son los siguientes:
- Arachis hypogaea[11] (Cacahuete)
- Cajanus cajan[12] (Frijol)
- Capsicum annuum[13] (Pimiento morrón)
- Cucumis sativus[2] (Pepino)
- Género Geranium[14] (Geranios)
- Glycine max[15] (Soja)
- Musa acuminata[4] (Plátano rojo/Plátano de Canarias)
- Nicotiana tabacum[16] (Planta del tabaco)
- Onopordum acanthium[17] (Cardo escocés)
- Phaseolus vulgaris[7] (Judía verde)
- Solanum lycopresicum[7] (Tomate)
- Triticum aestivum[18] (Trigo harinero)

## Relación con el ser humano

### Especie como plaga
Debido a la polifagia y la extensa distribución de la especie, C. chalcites, se ha vuelto una importante plaga económicamente significativa de muchas Plantas cultivadas y ornamentales en el mundo. 
En España, se trata de una plaga muy problemática en las islas Canarias, afectando fuertemente al plátano de Canarias (Musa acuminata, Colla), conjuntamente con la especie Spodoptera littoralis. En la platanera provoca daños en:
- Hojas: Principalmente en plantas jóvenes, que son cortadas y perforadas por larvas de diferentes estadios. Los mayores daños se producen durante los meses de verano, ya que coincide con las nuevas plantaciones de platanera durante estos meses.

- Fruta: Las larvas producen mordeduras en la epidermis del plátano, que deprecian su valor comercial y generan pérdidas económicas. El mayor daño se produce durante los meses de primavera, coincidiendo con la formación del fruto.

#### Control de plaga
Afortunadamente, existen numerosos métodos para el control de esta plaga. Una vez identificada la plaga y sus enemigos naturales, se pueden escoger diferentes medidas de control:
Preventivas o culturales
Las medidas preventivas intentan evitar la entrada directa de la plaga en invernaderos y para controlarla de forma natural, ya sea controlar roturas de las cubiertas de invernaderos, manejo de cubiertas vegetales (se usan plantas trampa para que C. chalcites ataque otras especies de plantas hospedadoras en vez de la planta cultivada) o inspecciones regulares de los cultivos.
Control físico-mecánico
Uso de trampas de luz o doble puerta en invernaderos, embolsado de frutas para actuar como barrera o agua a presión para eliminar individuos.
Control biológico
- Parasitoides: Atacan huevos (Trichogramma achaeae), larvas (Amblyteles armatorius, Aplomya confinis, Cotesia sp., Hyposoter rufiventris).
- Depredadores: Chrysoperla carnea, Cyrtophora citricola, Delta dimidiatipenne o Neoscona crucifera.
- Entomopatogenos: Bacillus thuringiensis o Nucleopoliedrovirus ChchNPV.

Control biotécnico
Uso de trampas con Feromonas sexuales, que ya se pueden usar para el monitoreo de la plaga, pero también como medio de control, ya que disminuye el apareamiento entre los individuos adultos. 
Control químico
Se usa siempre como última medida, donde el más eficaz son los piretroides.